# Daten deutscher Dichtung

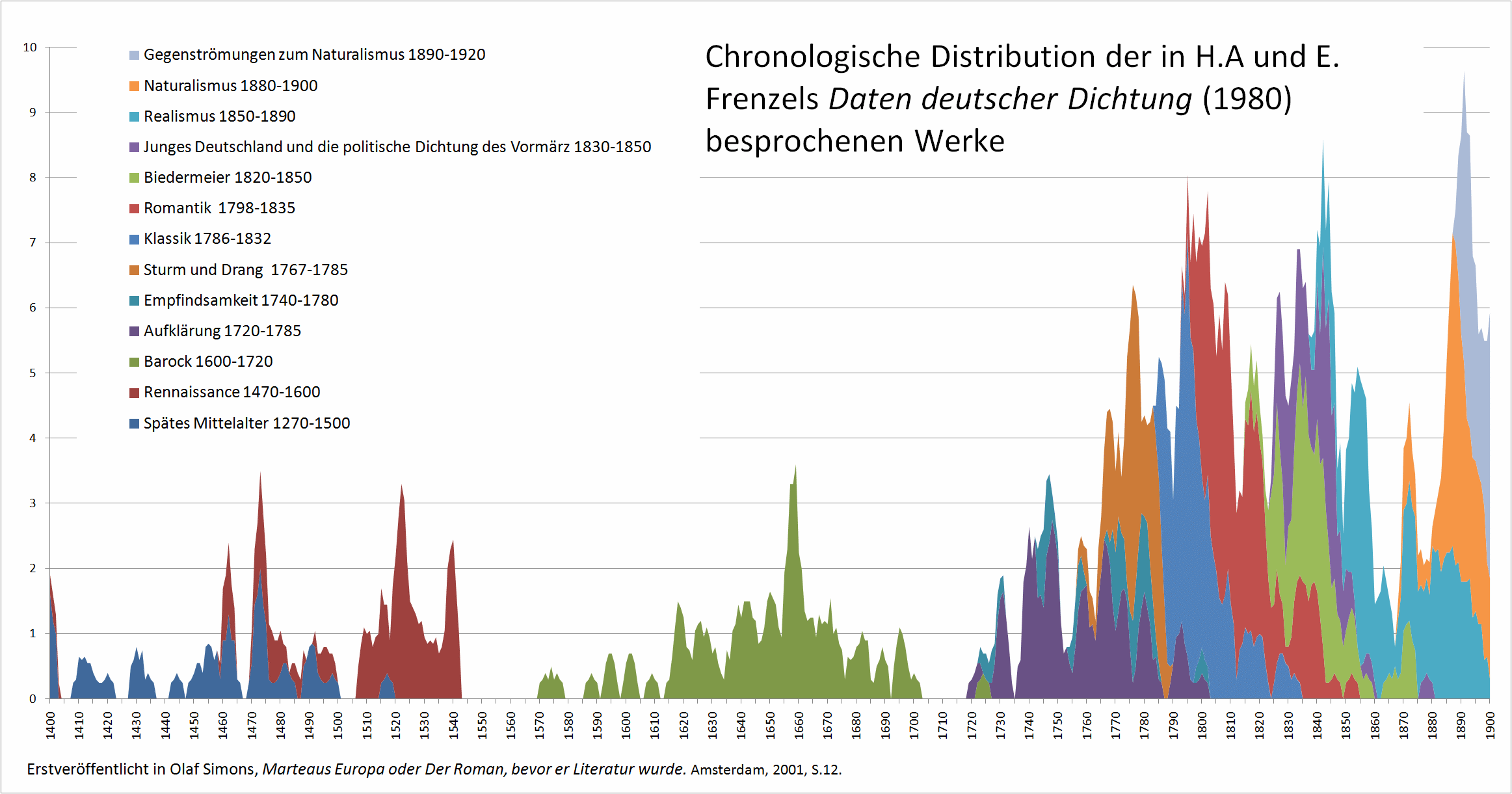
Chronologische Verteilung der in Daten deutscher Dichtung behandelten Werke (bis 1900, Ausgabe von 1980).

Daten deutscher Dichtung. Chronologischer Abriß der deutschen Literaturgeschichte ist eine von Herbert A. Frenzel und Elisabeth Frenzel verfasste chronologische Darstellung der deutschen Literaturgeschichte von den Anfängen bis in die Gegenwart. Das Werk ist 1953 bei Kiepenheuer & Witsch erstmals erschienen, war überaus erfolgreich und erlebte in der Taschenbuchausgabe zahlreiche Auflagen mit weit über einer halben Million Exemplaren. Über Jahrzehnte hin galt es als Standard- und Referenzwerk.
2006 erschien eine elektronische Volltextausgabe der bis 2004 aktualisierten 34. Auflage bei Directmedia. In gedruckter Form ist zuletzt 2007 eine 35., bis dahin aktualisierte Auflage erschienen. Nach einer von Volker Weidermann 2009 in der Frankfurter Allgemeinen Zeitung angestoßenen Kontroverse um den antisemitischen Hintergrund von Elisabeth Frenzel und auffällige Lücken bei den dargestellten Autoren entschied der Deutsche Taschenbuchverlag im Einvernehmen mit dem Lizenzgeber Kiepenheuer & Witsch, dass das Werk nicht mehr aufgelegt wird.
Das in der Taschenbuchausgabe zweibändige Werk ist nach Epochen gegliedert, wobei die Epochen sich teilweise überschneiden. Zu jeder Epoche gibt es einen Abschnitt zur Abgrenzung und Benennung der Epoche, gefolgt von Abschnitten zu Hintergründen und Gattungen, dann jeweils ein Abschnitt mit alphabetisch geordneten Kurzbiographien der wichtigsten Autoren, gefolgt von „Daten der Dichtungen“, wo chronologisch geordnet die wichtigsten Werke der Epoche mit ihren Daten (Erstausgabe, Uraufführung etc.) meist knapp mit Inhaltsangabe und Angaben zur Rezeption dargestellt werden.
Der Artikel von Weidermann in der FAZ nimmt zunächst Anstoß an den Biographien der beiden Autoren. Sowohl Herbert A. Frenzel als auch Elisabeth Frenzel waren in der Zeit des Nationalsozialismus mehr als nur involviert, Elisabeth Frenzel als Verfasserin einer antisemitischen Dissertation Die Gestalt des Juden auf der neueren deutschen Bühne (Universität Berlin 1940) und wissenschaftliche Angestellte für Alfred Rosenbergs Amt für Kunstpflege und als wissenschaftliche Mitarbeiterin für die Hohe Schule der NSDAP, Herbert A. Frenzel arbeitete in und für Joseph Goebbels’ Reichsministerium für Volksaufklärung und Propaganda und war Redakteur der Berliner NSDAP-Propagandazeitschrift Der Angriff (zu den Details siehe die beiden Personenartikel).
Diese Umstände waren beim Ersterscheinen der Daten deutscher Dichtung 1953 dem Verleger Joseph Caspar Witsch durchaus bekannt, nachdem in der Berliner Tageszeitung Telegraf ein Artikel mit der Überschrift Morgenröte der Gestrigen erschienen war, in dem auch die Dissertation von Elisabeth Frenzel beiläufig erwähnt wurde. Witsch hatte das Werk, das in seinem Auftrag begonnen und mit einem monatlichen Vorschuss von 400 DM gefördert worden war, nach dem Bekanntwerden des Zeitungsartikels zunächst in Frage gestellt. Er ließ sich dann aber durch ein Schreiben Herbert A. Frenzels, in dem dieser die Promotionsarbeit seiner Frau als Jugendsünde einer damals 21-Jährigen zu relativieren suchte, beschwichtigen und schrieb: „Wir sind keine Entnazifizierungsbehörde und haben weder Lust noch Neigung, uns um das Privatleben unserer Autoren zu kümmern, noch sind wir dazu berechtigt.“
Man kam überein, das Werk zunächst nur unter dem Autorennamen H. A. Frenzel erscheinen zu lassen, den stärker kontaminierten Namen der Ehefrau vorerst ganz auszulassen und ihre maßgebliche Beteiligung mit der Formulierung „unter Mitarbeit mehrerer Fachgenossen“ zu kaschieren. Spätere Auflagen erschienen unter dem Namen beider Eheleute Frenzel.
Ein weiterer schwerwiegender Kritikpunkt waren die Auslassungen, vor allem im 20. Jahrhundert. Manche bedeutende Autoren werden überhaupt nicht genannt, so Joachim Ringelnatz, Oskar Maria Graf, Armin T. Wegner oder Irmgard Keun, andere erscheinen nur beiläufig, so Kurt Tucholsky oder Klaus Mann, der nur als Herausgeber von Die Sammlung erscheint. Dem gegenüber stehen ausführliche Würdigungen ausgewiesener Naziautoren wie Erwin Guido Kolbenheyer (4 Werkeinträge) oder Ina Seidel (3 Werkeinträge). Andere Autoren sind in keinem Verhältnis zu ihrer literarischen Bedeutung vertreten, so die auch im Deutschunterricht der jungen Bundesrepublik überaus beliebte Gertrud von le Fort mit 7 Werken. Weidermann sah sich daher veranlasst, von einem „grotesken Kanon“ zu sprechen.

## Ausgaben
- Daten deutscher Dichtung. Chronologischer Abriß der deutschen Literaturgeschichte. Unter Mitarbeit mehrerer Fachgenossen hrsg. von Dr. H. A. Frenzel. Kiepenheuer & Witsch, Köln 1953.
- Taschenbuch: Herbert A. Frenzel: Daten deutscher Dichtung. dtv 3003/3004. 2 Bde. Deutscher Taschenbuchverlag, München 1962.
  - Bd. 1: Von den Anfängen bis zur Romantik.
  - Bd. 2: Vom Biedermeier bis zur Gegenwart.
- Letzte Taschenbuchauflage: 35. Auflage. Deutscher Taschenbuchverlag, München 2007.
  - Bd. 1: Von den Anfängen bis zum Jungen Deutschland. ISBN 978-3-423-03003-8.
  - Bd. 2: Vom Realismus zur Gegenwart. ISBN 978-3-423-03004-5.
- CD-ROM: Herbert A. und Elisabeth Frenzel: Daten deutscher Dichtung. Chronologischer Abriss der deutschen Literaturgeschichte – das Standardwerk zur deutschen Literatur als komfortable Volltextausgabe. Directmedia Publishing, Berlin 2008, ISBN 978-3-89853-637-0 (der Inhalt entspricht der 34. Auflage von 2004).